# Украинская технологическая компания «Скиф»
ООО «Украинская технологическая компания „Скиф“» (ООО "УТК «Скиф») — автосборочное предприятие Украины, специализировавшееся на производстве автобусов.

## История
Компания была образована в ноябре 2003 г. как совместное украинско-российское предприятие ЗАО «КамАЗ-УТК». Перед компанией ставилась задача серийно производить городские автобусы большой вместимости.
В рамках проекта ОАО «КамАЗ» поставлял автобусное шасси КамАЗ-5297, а конструкторское бюро созданной компании ООО «Украинская технологическая компания» разработало кузов.
Опытный экземпляр автобуса, получивший название «Скиф 5204», был собран на территории харьковского ОАО «АТП-16331» и представлен 25 мая 2004 г. (Фото)

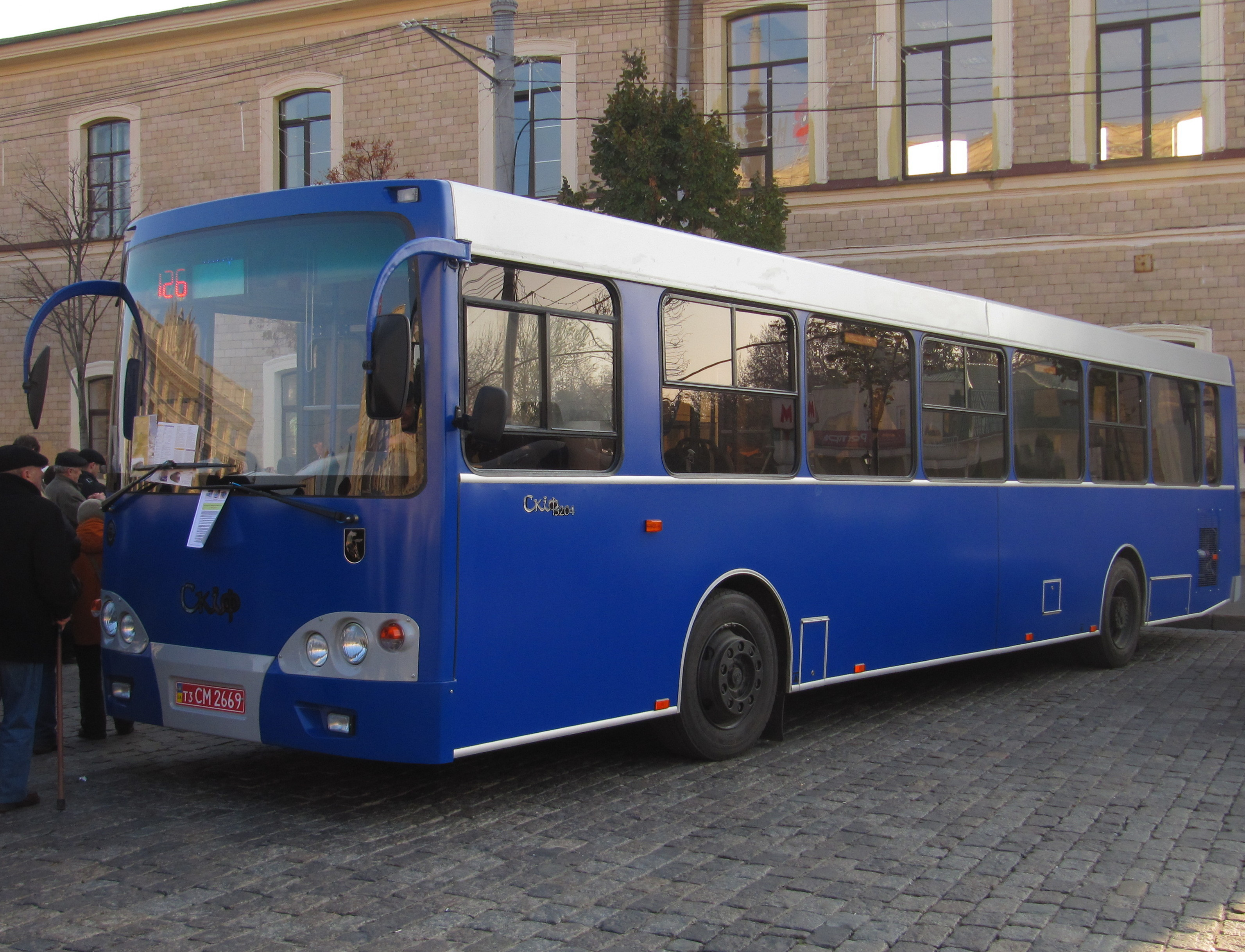
Скиф 5204-02

Первый серийный автобус «Скиф 5204-01» был выпущен в сентябре 2004 г.(Фото)
В ноябре 2005 года ЗАО «КамАЗ-УТК» представило пригородную 42-местную модификацию автобуса — «Скиф 5204-03». Стоимость одного автобуса в ноябре 2005 года составляла 396 тыс. гривен.
В 2006 г. в связи с ликвидацией ОАО «АТП-16331» сборка автобусов «Скиф» была перенесена на Харьковский автомобильный ремонтный завод, где в 1990-е годы собирались автобусы ХАРЗ-5259.
К началу 2009 г. ЗАО «КамАЗ-УТК» было реорганизовано в ООО "Украинская технологическая компания «Скиф».
По состоянию на 2009 г. было построено и продано автотранспортным предприятиям Украины 27 автобусов «Скиф».
30 октября 2011 года состоялся показ нового варианта автобуса «Скиф-5204» — полунизкопольного городского автобуса Скиф-5204-02.
Всего было выпущено 29 автобусов этого типа

## Продукция
- городской автобус «Скиф 5204-01» Фото.
- городской автобус «Скиф 5204-02» Фото.
- пригородный автобус «Скиф 5204-03» Фото.